# Final da Liga dos Campeões da UEFA de 1995–96
A Final da Liga dos Campeões da UEFA de 1995-96 foi uma partida de futebol disputada em 22 de maio de 1996 entre a Juventus da Itália e o Ajax da Holanda. A partida terminou com um empate 1-1 após o prolongamento, forçando uma disputa por pênaltis, que a Juventus venceu por 4-2. Foi a segunda vitória do clube na competição.

## Equipas
Na tabela seguinta, as finais até 1992 foram na era da Taça dos Clubes Campeões Europeus, e desde 1993 foram na era da Liga dos Campeões da UEFA.
| Equipa   | Aparições em finais anteriores (negrito indica vencedores) |
| -------- | ---------------------------------------------------------- |
| Ajax     | 5 (1969, 1971, 1972, 1973, 1995 )                          |
| Juventus | 2 (1983, 1985                                              |

## Caminho para a final
| Equipes      | J | V | E | D | GP | GC | SG  | Pts |
| ------------ | - | - | - | - | -- | -- | --- | --- |
| Ajax         | 6 | 5 | 1 | 0 | 15 | 1  | +14 | 16  |
| Real Madrid  | 6 | 3 | 1 | 2 | 11 | 5  | +6  | 10  |
| Ferencvárosi | 6 | 1 | 2 | 3 | 9  | 19 | −10 | 5   |
| Grasshopper  | 6 | 0 | 2 | 4 | 3  | 13 | −10 | 2   |

| Equipe            | J | V | E | D | GP | GC | SG  | Pts |
| ----------------- | - | - | - | - | -- | -- | --- | --- |
| Juventus          | 6 | 4 | 1 | 1 | 15 | 4  | +11 | 13  |
| Borussia Dortmund | 6 | 2 | 3 | 1 | 8  | 8  | 0   | 9   |
| Steaua Bucareste  | 6 | 1 | 3 | 2 | 2  | 5  | −3  | 6   |
| Rangers           | 6 | 0 | 3 | 3 | 6  | 14 | −8  | 3   |

## Jogo

### Detalhes
| 22 de Maio de 1996 | Ajax         | 1 – 1 (p) | Juventus      | Estádio Olímpico de Roma, Roma                |
| 20:30              | Litmanen 41' |           | Ravanelli 12' | Público: 70 000 Árbitro: ESP Manuel Díaz Vega |

|                                 |       | Penalidades                       |  |
| Davids Litmanen Scholten Silooy | 2 – 4 | Ferrara Pessotto Padovano Jugović |  |

| Ajax | Juventus |

| GK             | 1  | Edwin van der Sar  |     |     |
| RB             | 2  | Sonny Silooy       |     |     |
| CB             | 3  | Danny Blind (c)    | 83' |     |
| DM             | 4  | Frank de Boer      |     | 69' |
| LB             | 5  | Winston Bogarde    |     |     |
| RM             | 6  | Ronald de Boer     |     | 91' |
| RF             | 7  | Finidi George      | 22' |     |
| LM             | 8  | Edgar Davids       |     |     |
| CF             | 9  | Nwankwo Kanu       |     |     |
| AM             | 10 | Jari Litmanen      |     |     |
| LF             | 11 | Kiki Musampa       |     | 46' |
| Substituições: |    |                    |     |     |
| GK             | 12 | Fred Grim          |     |     |
| MF             | 13 | Arnold Scholten    |     | 69' |
| MF             | 14 | Dave van den Bergh |     |     |
| FW             | 15 | Patrick Kluivert   |     | 46' |
| MF             | 16 | Nordin Wooter      | 92' | 91' |
| Treinador:     |    |                    |     |     |
| Louis van Gaal |    |                    |     |     |

| GK             | 1  | Angelo Peruzzi        |      |     |
| CB             | 2  | Ciro Ferrara          |      |     |
| LB             | 3  | Gianluca Pessotto     |      |     |
| RB             | 4  | Moreno Torricelli     | 102' |     |
| CB             | 5  | Pietro Vierchowod     |      |     |
| CM             | 6  | Paulo Sousa           |      | 57' |
| LM             | 7  | Didier Deschamps      | 87'  |     |
| RM             | 8  | Antonio Conte         |      | 44' |
| CF             | 9  | Gianluca Vialli (c)   |      |     |
| LF             | 10 | Alessandro Del Piero  |      |     |
| RF             | 11 | Fabrizio Ravanelli    |      | 77' |
| Substituições: |    |                       |      |     |
| GK             | 12 | Michelangelo Rampulla |      |     |
| DF             | 13 | Sergio Porrini        |      |     |
| MF             | 14 | Vladimir Jugović      | 50'  | 44' |
| MF             | 15 | Angelo Di Livio       | 106' | 57' |
| FW             | 16 | Michele Padovano      |      | 77' |
| Treinador:     |    |                       |      |     |
| Marcello Lippi |    |                       |      |     |

| Árbitros assistentes: Joaquín Olmos González (Espanha) Manuel Fernando Tresaco Gracia (Espanha) Quarto árbitro: José María García-Aranda (Espanha) |